# Municipio de Peotone
El municipio de Peotone (en inglés: Peotone Township) es un municipio ubicado en el condado de Will en el estado estadounidense de Illinois. En el año 2010 tenía una población de 4431 habitantes y una densidad poblacional de 47,1 personas por km².

## Geografía
El municipio de Peotone se encuentra ubicado en las coordenadas 41°20′34″N 87°50′54″O / 41.34278, -87.84833. Según la Oficina del Censo de los Estados Unidos, el municipio tiene una superficie total de 94.08 km², de la cual 93,92 km² corresponden a tierra firme y (0,17 %) 0,16 km² es agua.

## Demografía
Según el censo de 2010, había 4431 personas residiendo en el municipio de Peotone. La densidad de población era de 47,1 hab./km². De los 4431 habitantes, el municipio de Peotone estaba compuesto por el 96,12 % blancos, el 0,81 % eran afroamericanos, el 0,18 % eran amerindios, el 0,25 % eran asiáticos, el 1,29 % eran de otras razas y el 1,35 % eran de una mezcla de razas. Del total de la población el 5,15 % eran hispanos o latinos de cualquier raza.